# Вильбургштеттен
Ви́льбургште́ттен (нем. Wilburgstetten) — община в Германии, в земле Бавария.
Подчиняется административному округу Средняя Франкония. Входит в состав района Ансбах. Население составляет 2077 человек (на 31 декабря 2010 года). Занимает площадь 25,30 км².
Коммуна подразделяется на 6 сельских округов.

## Население
По оценке на 31 декабря 2015 года население общины Вильбургштеттен составляет 2076 чел. 

| Дата      | 1840 | 1871 | 1900 | 1925 | 1939 | 1950 | 1961 | 1970 | 1987 | 2011 |
| --------- | ---- | ---- | ---- | ---- | ---- | ---- | ---- | ---- | ---- | ---- |
| Население | 1449 | 1367 | 1347 | 1345 | 1312 | 1829 | 1762 | 1987 | 1998 | 2090 |

| Год       | 1960 | 1970 | 1980 | 1990 | 2000 | 2009 | 2010 | 2011 | 2012 | 2013 | 2014 | 2015 |
| --------- | ---- | ---- | ---- | ---- | ---- | ---- | ---- | ---- | ---- | ---- | ---- | ---- |
| Население | 1670 | 1995 | 1833 | 2077 | 2182 | 2089 | 2077 | 2088 | 2068 | 2059 | 2067 | 2076 |

## Города-побратимы

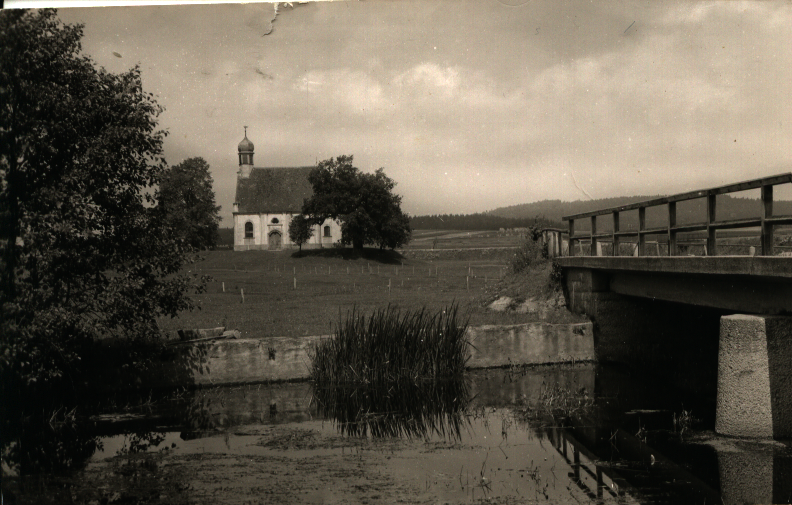
Капелла

- Эньян (Франция)